# Martín Alonso Pinzón
Martín Alonso Pinzón (1441?, Palos de la Frontera, Huelva, Španělsko – 1493?, La Rábida, Huelva, Španělsko) byl španělský mořeplavec, cestovatel a stavitel lodí. Nejstarším z bratrů Pinzónů. Plavil se s Kryštofem Kolumbem na jeho první plavbě do Nového světa v roce 1492, jako kapitán lodi Pinta. Jeho nejmladší bratr Vicente Yáñez Pinzón byl kapitánem na lodi Niña a prostřední bratr Francisco Martín Pinzón byl prvním důstojníkem na Pintě.
Narodil se v Palos de la Frontera kolem roku 1441. Již v mladém věku pracoval na místních karavelách jako plavčík. Jeho dům je v současnosti Museum Martína Alonsa Pinzóna a stojí na staré královské cestě do kláštera v La Rábida. V 15. století patřila rodina Pinzónů mezi bohaté rodiny v Palos de la Frontera. Jeho dědeček byl námořník a potápěč známý jako Martin. Otec Martín Pinzón byl také námořník. Jeho matka byla starostkou. Není jasné, zda pojmenování Pinzón bylo první nebo poslední jméno či to bylo příjmení nebo epiteton

## Externí odkazy

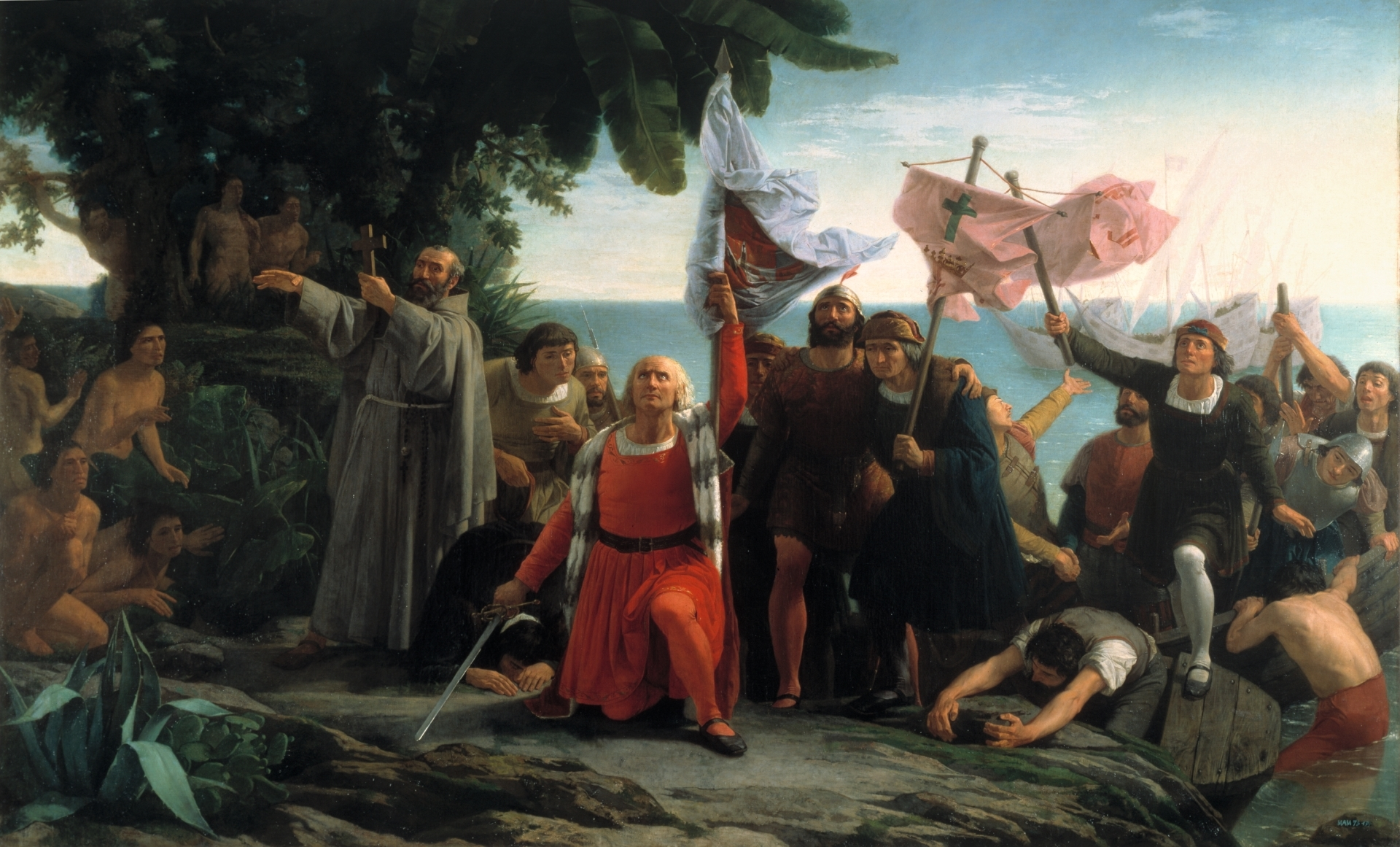
Kryštof Kolumbus s Martínem Pinzónem a s ostatními účastníky při vylodění na ostrově San Salvador